# Monniksfluiter
De monniksfluiter (Pachycephala monacha) is een zangvogel uit de familie Pachycephalidae (dikkoppen en fluiters).

## Verspreiding en leefgebied
Deze soort is endemisch op Nieuw-Guinea en de Aru-eilanden en telt twee ondersoorten:
- P. m. monacha: de Aru-eilanden (nabij zuidwestelijk Nieuw-Guinea).
- P. m. lugubris: van het westelijk-centraal tot zuidoostelijk Nieuw-Guinea.

## Status
De grootte van de populatie is niet gekwantificeerd maar de soort wordt omschreven als algemeen in de westelijke hooglanden en schaars elders. Op de Rode lijst van de IUCN heeft deze soort de status niet bedreigd.